# پارک ملی ایسویروی
پارک ملی ایسویَروی (فنلاندی: Isojärven kansallispuisto) یک پارک ملی در فنلاند مرکزی با ۱۹ کیلومتر مربع (۷٫۳ مایل مربع) مساحت است که در سال ۱۹۸۲ تأسیس شد. مناظر آن بر اساس سطحِ آن در نوسان است و پوشش گیاهی غالب در این پارک کاج اسکاتلندی، نوئل نروژی و خلاش است. آثاری از سکونت و کشت اولیه توسط انسان در این منطقه یافت شده‌است. این پارک ملی در کنار دریاچه ایسویَروی قرار دارد که نام خود را به همین دلیل به خود اختصاص داده‌است.
دو مسیر طبیعت گردی در پارک، با رنگ قرمز و چندین مسیر حلقوی با رنگ آبی مشخص شده‌است. بیشتر مسیرها از منطقه پارکینگ هرتی یا کالالاتی خارج می‌شوند. مسیرها از نظر طول و سختی متفاوت است و بین ۳٫۵ کیلومتر تا ۲۰ کیلومتر مسافت دارند. این پارک با بیش از ۳۰ کیلومتر مسیر یکی از بزرگ‌ترین پارک‌های منطقه است.